# Spyro the Dragon (serie)

Logo della trilogia remake dei videogiochi della serie

Spyro the Dragon è una serie di videogiochi a piattaforme.
In un primo periodo (1998-2000), la serie fu sviluppata da Insomniac Games per i primi tre capitoli sulla console Sony PlayStation e coprodotta da Sony e da Universal Interactive Studios (successivamente acquisita da Vivendi, a sua volta acquisita nel 2007 da Activision).
Successivamente, Universal fu l'unico produttore del gioco: la serie divenne multipiattaforma e fu orfana del team originario, Insomniac Games, passando su svariate piattaforme e tra diversi sviluppatori (Check 6 Games, Eurocom, Krome Studios e Etranges Libellules su console domestiche; Digital Eclipse ed Amaze Entertainment su GBA e Nintendo DS).
Si stima che la serie, al 2007, abbia venduto complessivamente oltre 20 milioni di copie tra le varie piattaforme, di cui quasi 5 milioni solo del primo titolo.
Dopo l'acquisizione di Activision da parte di Microsoft, finalizzata nel 2023, la serie è ufficialmente proprietà di Xbox.

## Videogiochi
- Spyro the Dragon (1998)
- Spyro 2: Gateway to Glimmer (1999)
- Spyro: Year of the Dragon (2000)
- Spyro: Season of Ice (2001)
- Spyro 2: Season of Flame (2002)
- Spyro: Enter the Dragonfly (2002)
- Spyro Adventure (2003)
- Spyro Fusion (2004)
- Spyro: A Hero's Tail (2004)
- Spyro: Ripto Quest (2004)
- Spyro: Shadow Legacy (2005)
- The Legend of Spyro: A New Beginning (2006)
- The Legend of Spyro: The Eternal Night (2007)

- The Legend of Spyro: L'alba del drago (2008)
- Spyro's Kingdom (mai pubblicato)[2]
- Skylanders: Spyro's Adventure (2011)
- Skylander: Universe (2011)
- Skylanders: Battlegrounds (2012)
- Skylanders: Giants (2012)
- Skylander: Cloud Patrol (2012)
- Skylanders: Lost Islands (2012)
- Skylanders: Swap Force (2013)
- Skylanders: Trap Team (2014)
- Skylanders: SuperChargers (2015)
- Skylanders: Battlecast (2016)
- Skylanders: Imaginators (2016)
- Spyro: Reignited Trilogy (2018)

### Serie originale

#### Spyro the Dragon
Nella sua prima avventura il simpatico draghetto dovrà superare diversi mondi per arrivare a battere il malvagio Nasty Gnorc, che ha imprigionato gli 80 draghi del villaggio nel cristallo e solo Spyro può rompere l'incantesimo. Il primo capitolo della saga ha riscosso molto successo tanto che la Insomniac Games ha deciso di produrre altri due sequel ufficiali: Gateway to Glimmer e Year of the Dragon.

#### Spyro 2: Gateway to Glimmer
Sequel di Spyro, chiamato Spyro 2: Ripto's Rage! nel Nord America e Spyro × Sparx: Tondemo Tours in Giappone. In questo gioco il draghetto è alle prese con un nuovo avversario, Ripto, un piccolo mago di colore rossastro con al seguito due enormi scagnozzi, Crush e Gulp. In questo capitolo fanno la loro apparizione nuovi personaggi, primo di tutti Hunter, un felino antropomorfo armato di arco che comparirà anche nei successivi episodi della serie. Spyro acquisisce inoltre nuove abilità progredendo nell'avventura, come il nuoto e l'arrampicata. Ci sono anche dei minigiochi di volo dove si deve attraversare o distruggere gli obiettivi entro il tempo limite e sfide di hockey su ghiaccio.

#### Spyro: Year of the Dragon
In questa avventura, l'ultima ufficiale della saga su Playstation, Spyro deve sconfiggere la Maga, una creatura di colore blu che vuole conquistare il mondo con i suoi tremendi incantesimi. L'obiettivo è risvegliare tutti i cuccioli di drago dalle loro uova catturati dagli scagnozzi della Maga. In questo gioco vi sono nuovi personaggi giocabili (un canguro, un pinguino, uno yeti, una scimmia e addirittura Hunter) e nuovi minigiochi: sfida di skateboard, lotta sul ghiaccio e dei livelli speciali dove si utilizza Sparx in alcune sessioni sparatutto tra insetti.

#### Spyro: Enter the Dragonfly
In questa nuova avventura del draghetto viola, prima su PlayStation 2, vediamo Spyro alle prese con il ritorno del malvagio Ripto. Spyro, sempre accompagnato dalla fedele libellula Sparx, dovrà sconfiggere di nuovo il nemico che vuole vendicarsi della sua precedente sconfitta, e liberare le libellule catturate. Particolare innovazione di questo gioco è il fatto che Spyro nel corso del gioco apprenderà nuovi attacchi. Al classico soffio di fuoco si aggiungeranno infatti il soffio bolla, quello di ghiaccio e quello elettrico. Il gioco è uscito nell'ottobre del 2002 solo per PS2 e GameCube.

#### Spyro: A Hero's Tail
Con questo nuovo capitolo, la saga di Spyro approda anche sulla console della Microsoft, la Xbox. Uscito nel novembre del 2004, in questo gioco Spyro dovrà sventare i piani diabolici di un malvagio drago traditore, Red, che ha abbandonato il regno dei draghi per conquistarlo con la sua malvagità. Un nuovo personaggio giocabile si aggiunge: si tratta della giovane talpa Blink.

#### Spyro: Shadow Legacy
Uscito nel 2005, è il primo capitolo ad approdare su console Nintendo DS e l'ultimo appartenente alla serie originale.

### The Legend of Spyro
The Legend of Spyro è una trilogia che funge da reboot del franchise. Alcuni personaggi hanno subito un nuovo design, e a differenza dell'originale, che tendeva ad essere una serie a tratti comici, The Legend of Spyro ha un'atmosfera più cupa e violenta.

#### The Legend of Spyro: A New Beginning
In questo innovativo capitolo della serie scopriremo le origini del nostro eroe. Il gioco infatti inizierà proprio poco dopo la nascita di Spyro. Abbandonato dalla sua stirpe di draghi per salvarlo da un essere terribile, il misterioso drago nero Cinerea, allevato da una famiglia di libellule, qua il giovane Spyro conoscerà per la prima volta Sparx non sapendo poi che i due diverranno amici inseparabili. Qui Spyro capisce di non essere una libellula, bensì un drago e decide di partire con Sparx per scoprire come mai la sua famiglia lo ha abbandonato quando era ancora nell'uovo. Scopre che il regno dei draghi è sotto il controllo di un drago femmina spietato, Cinerea che vuole a tutti i costi uccidere Spyro per terminare la minaccia che, essendo viola, potrebbe causare al risveglio del drago signore oscuro. Spyro dovrà salvare gli unici draghi superstiti, i 4 draghi guardiani che gli spiegheranno che lui è l'unico in grado di sconfiggere il male e ognuno di loro donerà a Spyro nel corso del gioco dei soffi aggiuntivi come in Enter the Dragonfly e A Hero's Tail. Il gioco è uscito nel novembre del 2006 solo per PS2, Xbox, GameCube, Nintendo DS e Game Boy Advance.

#### The Legend of Spyro: The Eternal Night
Secondo titolo della trilogia "The Legend of Spyro". Ambientato poco dopo la fine del capitolo precedente e dopo aver perso i suoi poteri, il drago viola viene avvertito da Sparx che Cinerea nel bel mezzo della notte è fuggita dal tempio e nel corso del gioco sarà rapita dal re delle scimmie Gaul, nonché braccio destro del Maestro delle Ombre, il cui nome è finalmente svelato: Malefor.
Durante la sua avventura, Spyro incontra l'Aedo, il drago supremo. Proverà a chiedergli che fine faranno i suoi amici e quale sarà il suo destino, ma senza ottenere risposta.
Al termine del gioco Spyro viene a conoscenza del lato oscuro latente dentro di sé, con la conseguente trasformazione in Dark Spyro durante la battaglia finale contro Gaul, apprendendo così, che il signore del male è esattamente come lui: un drago viola. Solo per PlayStation 2, Wii, Game Boy Advance e Nintendo DS.

#### The Legend of Spyro: Dawn of the Dragon
Terzo e ultimo titolo della serie The Legend of Spyro distribuito negli Stati Uniti a partire dal 21 ottobre 2008 per Nintendo DS, Wii, PlayStation 2, PlayStation 3, e Xbox 360 Nel gioco è possibile controllare, oltre a Spyro, anche il drago Cinerea. I due personaggi principali cercano e raggiungono il nemico principale della trilogia, Malefor, un altro drago viola, e lo sconfiggono riportando la pace sul pianeta. Tra i personaggi compare Hunter, già apparso in Spyro 2: Gateway to Glimmer. Per la prima volta è possibile volare in qualsiasi momento. In Europa e in Australia il titolo è disponibile a partire da novembre 2008.

### Skylanders
Serie nata da Spyro's Kingdom, un MMORPG in progetto ma mai pubblicato; Spyro, Cinerea e altri pochi personaggi delle vecchie serie riappaiono tra i personaggi di Skylanders. La serie prevede l'utilizzo di statuette giocattolo sembianti i personaggi del gioco che interagiscono attraverso il Portale del Potere, uno speciale dispositivo in grado di riconoscere i singoli personaggi grazie al sistema di comunicazione NFC. Ogni Skylander rimane un possibile personaggio giocante in ogni gioco successivo alla sua introduzione.

#### Skylanders: Spyro's Adventure
Pubblicato da Activision il 12 ottobre 2011, in Skylanders: Spyro's Adventure, i giocatori possono prendere il controllo di 32 diversi personaggi, incluso Spyro. I personaggi sono delle statuine che, appena posizionate sul Portale, "entrano" nel gioco ed il giocatore li controlla. Con un'estetica cambiata radicalmente e trasformato in platform, il titolo comprende, all'interno dello starter pack: il portale wireless, che consente la comparsa dei personaggi, 3 personaggi diversi a seconda delle console, il disco e il manuale di istruzioni. In tutte le console, a parte il nintendo 3DS, troviamo: Spyro, Gill Grunt e Trigger Happy, mentre nello starter pack per 3DS ci sono: Dark Spyro, Stealth Elf e Ignitor. Sono poi acquistabili i personaggi aggiuntivi singolarmente, a pacchi risparmio di 3 personaggi, oppure nei pacchi avventura, che contengono 1 skylander, 1 livello aggiuntivo per il gioco e due oggetti magici che, se posizionati sul portale, aiutano il giocatore nel livello.

#### Skylanders: Giants
Pubblicato da Activision nel 2012, è un sequel di Skylanders: Spyro's Adventures.

#### Skylanders: Swap Force
Pubblicato ds Activision nel 2013, sequel di Skylanders: Giants.

#### Skylanders: Trap Team
Pubblicato da Activision nel 2014, sequel di Skylanders: Swap Force.

#### Skylanders: SuperChargers
Pubblicato da Activision nel 2015, sequel di Skylanders: Trap Team. Tra i possibili personaggi giocabili nella versione per console Nintendo fanno la loro comparsa Bowser e Donkey Kong.

#### Skylanders: Imaginators
Pubblicato da Activision nel 2016, sequel di Skylanders: SuperChargers ed ultimo capitolo principale della serie. Tra i personaggi giocanti fanno la loro comparsa Crash Bandicoot e il Dr. Neo Cortex.

### Remake della serie originale
Con Spyro: Reignited Trilogy avviene un remake della serie originale.

#### Spyro: Reignited Trilogy
Remake interamente fedele dei primi tre capitoli della serie, Spyro the Dragon, Spyro 2: Ripto's Rage e Spyro: Year of the Dragon, pubblicato da Activision il 13 novembre 2018 per PlayStation 4 e Xbox One, per Nintendo Switch e PC il 3 settembre 2019, e sviluppato da Toys for Bob.

## Modalità di gioco
Il gameplay della serie è simile a quello degli altri giochi di piattaforme dell'epoca, ma differisce dagli altri grazie alle particolari abilità del drago: questi può sputare fuoco o ghiaccio dalla bocca, planare, caricare i nemici, arrampicarsi, tirare testate o addirittura volare liberamente. L'obiettivo generale è raggiungere la fine dei livelli. Per avanzare, occorre portare a termine alcuni obiettivi secondari, come trovare talismani e sfere, liberare i draghi, far schiudere le uova di cuccioli di drago, o catturare libellule. Per finire ogni capitolo della serie occorre sconfiggere il principale antagonista e completare al 100% le sfide e la raccolta degli oggetti.
Dal secondo capitolo del gioco, Spyro può ottenere nuove abilità necessarie per aprire nuove sezioni nei livelli o per raggiungere obiettivi bonus. Dal terzo capitolo della serie sono stati inseriti nuovi personaggi giocabili, come un pinguino bombardiere o la libellula Sparx. In The Legend of Spyro sono stati introdotti degli elementi in stile picchiaduro, dove non si possono superare varie aree se prima non si sono sconfitti alcuni nemici.
Esistono infine alcuni obiettivi secondari, definiti "punti abilità", completati i quali è possibile accedere a contenuti extra, come gallerie di immagini o finali alternativi.

## Personaggi principali della serie
- Spyro, il protagonista, è un giovane draghetto viola particolarmente pigro e testardo. È considerato il Prescelto dal suo villaggio di Draghi e combatte senza sosta per aiutare i suoi simili e i più deboli di lui. Vive nel Regno dei Draghi insieme a Sparx la libellula e ai suoi amici, tra cui Hunter, Zoe e molti altri. È il personaggio principale di ogni capitolo della serie ed in molti casi anche l'unico giocabile, infatti solo in alcuni capitoli della saga non sarà l'unico ad essere controllabile.
- Sparx è una libellula gialla, migliore amico di Spyro. Fin dal primo gioco della serie ha sempre accompagnato il piccolo draghetto nelle sue avventure. Nel gioco funge come barra di energia del protagonista, incassando i colpi al suo posto: se Spyro viene colpito, la libellula diventa blu, se viene colpito ancora diventa verde e ad un altro colpo scompare, lasciando Spyro senza ulteriori difese, dato che come spiegato in Spyro: Enter the Dragonfly, il compito delle libellule è quello di proteggere i giovani draghi, e senza di esse, potrebbero venire uccisi facilmente. In alcuni livelli di Spyro: Year of the Dragon e a seguire in Spyro: Season of Ice e Spyro: A Hero's Tail, sono presenti dei minigiochi dove si utilizza Sparx.
- Ignitus è il saggio tutore di Spyro nella trilogia The Legend of Spyro. Gli salva la vita quando era ancora nel guscio e lo aiuterà anche durante lo scontro con Cinerea, e gli permetterà di fuggire dall'area di Felmuth, in cui era prigioniero. Nell'ultimo capitolo della serie cerca di aiutare Spyro a combattere il Golem, venendo sconfitto, ma poi si riscatta permettendogli di attraversare l'anello di fuoco, ad un caro prezzo: Ignitus perde la vita per salvare Spyro e Cinerea.
- Hunter è un felino compagno di Spyro dal secondo capitolo della serie, è anche il suo allenatore che gli insegnò come planare e come fare grandi salti. Nel terzo capitolo vive una piccola storia d'amore con la maga Bianca. In Spyro: Year of the Dragon e Spyro: A Hero's Tail è anche un personaggio giocabile.
- Elora è un fauno, amica di Hunter e del Professore. Aiuterà Spyro dandogli il libro guida di Avalar e molti suggerimenti utili.
- Bianca è una strega buona che appare nel terzo capitolo come alleata della malvagia Maga. Alla fine del gioco, però, viene intrappolata dalla Maga per colpa della sua amicizia con Spyro e i suoi compagni, da cui venne salvata. Bianca è presente anche nell'episodio seguente della saga: Spyro Enter the Dragonfly.
- Zoe è una piccola fatina che fin dal secondo capitolo del gioco salva i progressi di gioco colpendo Spyro con un fulmine magico. In Spyro Adventure è la custode della Biblioteca delle Fate. Per questo motivo nel videogioco viene sostituita da un'altra fata al momento del salvataggio.
- Riccone (nell'originale inglese Moneybags) è apparso per la prima volta nel secondo capitolo della serie, il personaggio è un orso innamorato dei soldi che però non riesce mai a trovare un lavoro fisso. Controlla alcune zone del gioco e lascia passare Spyro solamente in cambio di un ingente numero di gemme raccolte durante le sue avventure. Alla fine del gioco Riccone è costretto a ridargli tutti i soldi per un motivo o l'altro (ad esempio, in Spyro 2 è costretto da Elora, un fauno donna, mentre in Spyro: Year of the Dragon è il draghetto a riprenderseli con la forza). Riccone compare per una sola volta anche in Spyro: Enter the Dragonfly e poi in Spyro: A Hero's Tail, dove avrà un negozio per comprare i vari potenziamenti per Spyro e per Sparx.
- Il Professore è una talpa-scienziato affetta da problemi di cecità ed amnesia che appare in quasi tutti i capitoli della serie a partire da Gateway to Glimmer. Originario di Avalar, è un amico di Hunter e del fauno Elora, che aiutano e che aiuteranno Spyro in seguito. Ha dei laboratori in diverse parti del mondo.

## Altri media

### Serie televisive
Il 6 maggio 2014, Activision ha confermato un film d'animazione basato sulla serie Skylanders, dopo tutto per competere con il successo al botteghino di The LEGO Movie, lasciando la produzione alla Legendary Pictures e Illumination Entertainment.
Skylanders Academy è una serie televisiva animata che ha debuttato su Netflix nel 2016, con Spyro protagonista.

### Fumetti
Una serie di fumetti basati su Skylanders è stata realizzata da IDW Publishing.

### Il film annullato
Il 25 ottobre 2007 fu annunciato che la The Animation Picture Company aveva comprato i diritti cinematografici di Spyro the Dragon con l'intenzione di trarne un film, intitolato The Legend of Spyro 3D. L'11 aprile 2010, Daniel Altiere annunciò che il film era stato annullato in seguito a una decisione presa direttamente dalla Activision.